# Julién Davenport
Julién Raymond Davenport (Paulsboro, 9 gennaio 1995) è un giocatore di football americano statunitense che milita nel ruolo di offensive tackle per gli Atlanta Falcons della National Football League (NFL).

## Carriera universitaria
Al college Davenport giocò a football alla Bucknell University dal 2013 al 2016. Fu inserito ogni anno nella formazione ideale della Patriot League e nell'ultima stagione fu premiato come All-American da quattro diverse organizzazioni (AFCA, Associated Press, STATS, Walter Camp). Nelle ultime due annate fu il capitano della squadra.

## Carriera professionistica

### Houston Texans
Davenport fu scelto nel corso del quarto giro (130º assoluto) del Draft NFL 2017 dagli Houston Texans. Il 12 maggio firmò un contratto quadriennale del valore di 2,98 milioni di dollari, incluso un bonus alla firma di 586.415 dollari.
Debuttò come professionista partendo come titolare nella gara del secondo turno vinta contro i Cincinnati Bengals per 13-9.

### Miami Dolphins
Nel 2019 Davenport fu scambiato con i Miami Dolphins.